# Ha'il (vùng)
Haʾil (tiếng Ả Rập: حائل Ḥāʾil) là một vùng của Ả Rập Xê Út, nằm ở miền bắc nước này. Vùng này có diện tích 103.887 km² và dân số năm 2004 là 527.033. Thủ phủ là Haʾil. Vùng được chia thành 4 huyện, gồm:
1. Baqa 38.778
2. Al-Ghazalah 94.670
3. Ha'il 356.876
4. As-Shinan 36.709

Năm 1921, Ibn Saud đã chiếm Hail. Thống đốc hiện tại là Hoàng tử Saud bin Abdul-Muhsin. Muqrin bin Abdulaziz là thống đốc tỉnh Ha'il từ 1980 đến 1999.